# Matteo Rossi
Matteo Rossi (17 giugno 1879 – 1951) è stato un politico italiano.

## Biografia
Nato nel 1879 da Vincenzo Rossi e Antonia Battipaglia, esercitò la professione di avvocato. Liberale, fu consigliere comunale e assessore a Salerno prima dell'avvento del fascismo. Dal 20 giugno all'8 novembre 1920 svolse le funzioni di sindaco dopo le dimissioni di Francesco Quagliariello.
Presentatosi alle prime elezioni democratiche dopo la liberazione nel 1946, risultò eletto in consiglio comunale nella lista "Salerno nostra" con liberali e qualunquisti. Il 19 dicembre fu eletto sindaco di Salerno, primo sindaco democraticamente eletto della città di età repubblicana, e fu sostenuto anche da democristiani e monarchici. Il sindaco fu costretto alle dimissioni l'anno successivo, a causa dell'acquisto di un'autovettura per conto dell'amministrazione comunale, effettuato senza delibera di giunta. Nonostante il prefetto avesse giudicato il fatto come un vizio di forma dovuto a leggerezza, Rossi rimase fermo nelle sue intenzioni di dimissioni, soprattutto a causa di dissidenti interni alla maggioranza che sfruttarono il fatto per rimuoverlo dalla carica. Morì nel 1951.